# Fiebre del oro en Tierra del Fuego

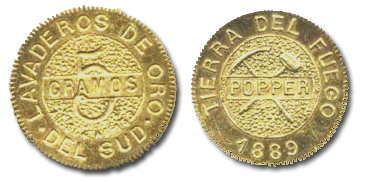
Moneda de 5 gramos de oro de Julio Popper.

La fiebre del oro en Tierra del Fuego se le llama al período transcurrido entre 1883 a 1909 después del descubrimiento de oro en Tierra del Fuego que generó grandes y vanas expectativas. Se denomina fiebre del oro a un período de migración apresurada y de forma masiva de trabajadores hacia áreas más rústicas, en las que se había producido un descubrimiento espectacular de cantidades comerciales de oro.

## Desarrollo
La expedición del chileno Ramón Serrano Montaner en 1879, fue quien informó de la presencia de importantes yacimientos auríferos en las arenas de los principales ríos de Tierra del Fuego. Con este incentivo, cientos de aventureros extranjeros llegaron a la isla con la esperanza de encontrar en tan anheladas y lejanas tierras, el sustento inicial para producir auspiciosas fortunas. Sin embargo, estos sueños se verán diezmados por el rápido agotamiento del tan preciado metal.

## Buscadores de oro
Fue realizada por buscadores de oro de América y Europa, trabajaron la estepa y la costa del canal Beagle en busca del escurridizo metal.
El explorador y pionero Julio Popper que se asentó en la bahía de San Sebastián, fundó El Páramo en 1887. Para ello inventó y patentó la cosechadora de oro para lavar arenas auríferas, con la cual extrajo más de 600 kilos de oro, explotando yacimientos en Punta Páramo (el de mayor trascendencia), Sierra Carmen Sylva y Bahía Slogget en el canal Beagle.
Esta sed de oro generó una serie de adelantos en la región como el telégrafo y desarrollo de los puertos. En 1895 la extracción de oro se industrializó instalando poderosa maquinaria, algunas de las cuales se pueden ver hoy día en estado de abandono.

## Se agota el oro
Hacia 1909 se agotaron las minas, y gran parte de los mineros, sobre todo croatas, se quedaron en la isla, aportando el primer impulso poblador.